# (20898) Fountainhills
(20898) Fountainhills (2000 WE147) – planetoida z pasa głównego asteroid okrążająca Słońce w ciągu 8,7 lat w średniej odległości 4,23 j.a. Odkryta 30 listopada 2000 roku.